# Генеральне слідство про маєтності
Генеральне слідство про маєтності — робота з вивчення і ревізії реальної власності на землю та її законну передачу в спадщину, проведена за наказом гетьмана Данила Апостола в 1729-1731 роках в десяти полках Лівобережної України.

## Мета проведення
Влітку 1729 р. з метою збільшення прибутків у скарбницю та узаконення передачі в спадщину тимчасових володінь спеціально призначені канцеляристи вибули з Глухова до всіх населених пунктів Лівобережної України в десяти полках: Гадяцькому, Київському, Лубенському, Миргородському, Ніжинському, Переяславському, Полтавському, Прилуцькому, Стародубському та Чернігівському.
Ревізія та опис у всіх рангових маєтностей генеральної та загалом усієї козацької старшини, ратушевих та інших земель з метою повернення тих маєтностей, що присвоїла собі старшина проводилась на підставі десятого параграфа «Рішительних пунктів» 1728 р.

## Організація слідства
В селах, містах та містечках вони проводили опитування старожилів за такими запитаннями:
- коли було засновано,
- кому воно належало,
- хто був давнім і теперішнім власником;
- точне число дворів податного населення;
- збирали і копіювали документи, що підтверджували право на володіння;
- уточнювали межі земельних угідь різних осіб, монастирів, сільських громад, магістратів.

Зібраний матеріал (гетьманські універсали, жалувані грамоти, «листи» полковників, розпорядження Генеральної військової канцелярії та Малоросійської колегії, що визначали права і форми власності) був перевірений ще в полках та внесений до так званих полкових книг Генерального слідства про маєтності.

## Розподіл маєтності
В січні 1731 року ці полкові книги були звезені до гетьманської резиденції в Глухів. За рішенням полкової і генеральної старшини, скріплених підписами, відбувся розподіл маєтності на шість розрядів:
- старшинські;
- одержані за заслуги по грамотах та універсалах;
- ратушні;
- вільні;
- сумнівні;
- монастирські.[2]

Зберігся запис у діаріуші Генеральної військової канцелярії від 16 березня 1730 р. про надісланий лист до наказного переяславського полковника:
|  | “абы о маεтностяхъ Полку Пεрεzсловского книги апробовал.., а по апробациі служно оніε книги… присилалъ в Глуховъ в самой скорости” |

## Перше історичне дослідження
Оригінал книг «Генерального слідства про маєтності» 1729—1730 рр. з Глухова було відіслано в Колегію іноземних справ. Дослідники можуть переглянтути оригінали в Російському державному архіві давніх актів. Вони зберігається в Российский государственный архив древних актов (РГАДА). — Ф. 248. — Оп. 29. — Д. 1808—1814.
Також мікрокопії доступні у Центральному державному історичному архіві України (ЦДІАК України) у Києві — Ф. КМФ-7. — Оп. 2. — Спр. 1–41.
Канцеляристи стали першими повноцінними дослідниками — науковцями минувшини, що працювали з першоджерелами. Адже до полкових книг, крім інформації, були вміщені оповіді старожилів та документи (універсали, пожалування тощо) про заселення Лівобережної України, її соціально-економічний розвиток та феодальні володіння старшини, становище різних верств населення.